# Gare d'Ukima-Funado
La gare d'Ukima-Funado (浮間舟渡駅, Ukima-Funado-eki) est une gare ferroviaire de la ville de Tokyo au Japon. Elle est située dans l'arrondissement de Kita. La gare est gérée par la East Japan Railway Company (JR East).

## Situation ferroviaire
La gare d'Ukima-Funado est située au point kilométrique (PK) 22,0 de la ligne Saikyō.

## Histoire
La gare a été inaugurée le 30 septembre 1985.

## Services aux voyageurs

### Accès et accueil
La gare dispose d'un bâtiment voyageurs, avec guichet, ouvert tous les jours.

### Desserte
- Ligne Saikyō :
  - voie 1 : direction Ōsaki (interconnexion avec la ligne Rinkai pour Shin-Kiba)
  - voie 2 : direction Ōmiya (interconnexion avec la ligne Kawagoe pour Kawagoe)